# محمد بهشتی منفرد
محمد بهشتی منفرد یک دیپلمات اهل ایران است. بهشتی منفرد به عنوان سفیر جدید ایران در اوکراین و به جای اکبر قاسمی راهی کی یف شد.
وی که فارغ‌التحصیل کارشناسی در رشته جامعه‌شناسی از دانشگاه تهران و همچنین کارشناسی ارشد در رشته مدیریت سیاسی از دانشکده روابط بین‌الملل وزارت امور خارجه است، پیش از تصدی این سمت عهده دار ریاست سازمان ایرانی مجامع بین‌المللی بوده است. بهشتی منفرد پیشتر سفیر ایران در اتیوپی و سفیر آکردیته در جیبوتی و اریتره در طی سال‌های ۱۳۷۵ -۱۳۷۱ و سفیر ایران در بنگلادش در طی سال‌های ۱۳۸۵-۱۳۸۱ بوده است. مدیر روابط عمومی و تبلیغات وزارت خارجه و معاون اجرایی مرکز آموزش و پژوهش‌های بین‌المللی وزارت خارجه از دیگر سمت‌های وی بوده است.